# Kazimierz Raczyński

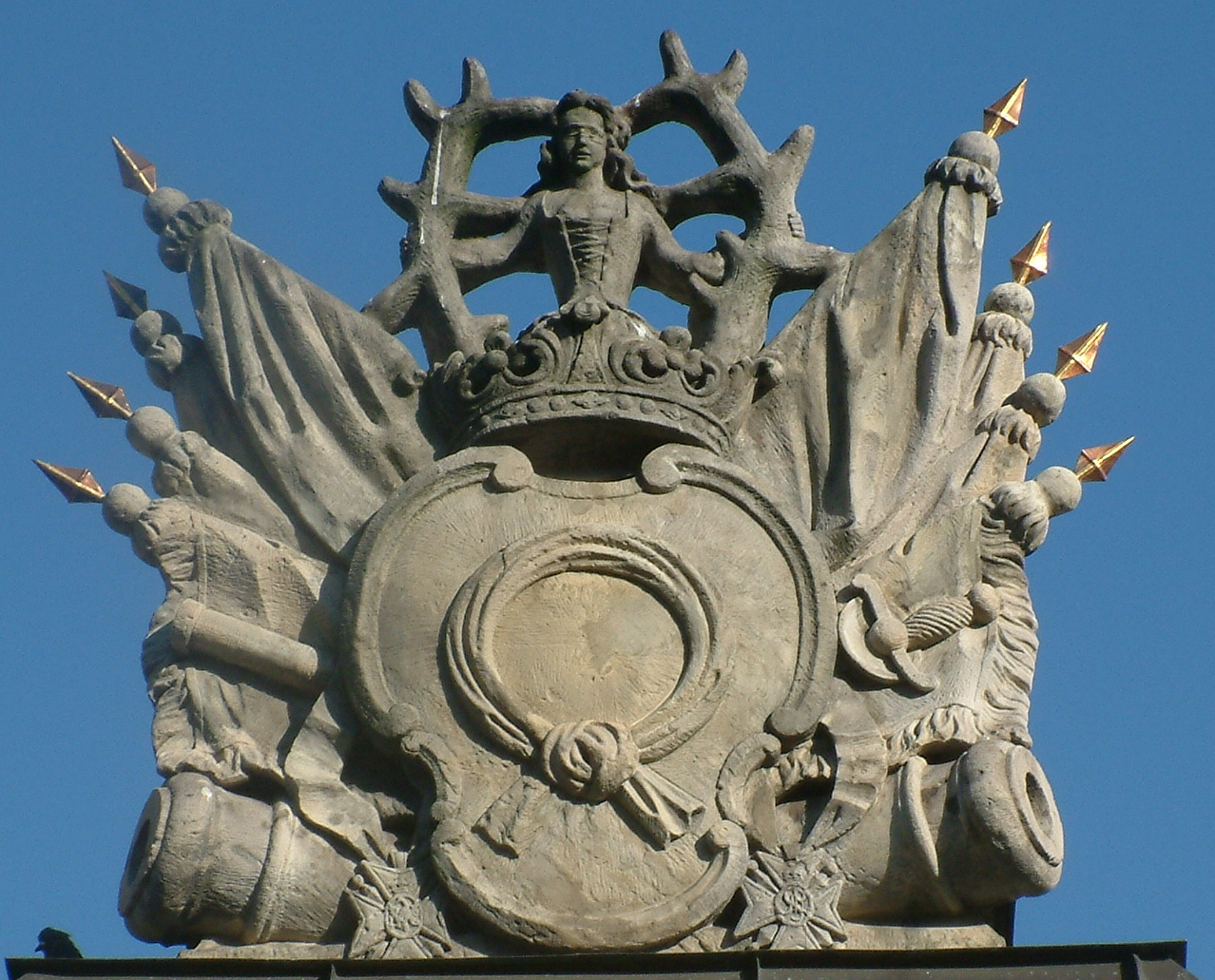
Nałęcz Kazimierza Raczyńskiego na poznańskim odwachu

Kazimierz Jan Nepomucen Raczyński herbu Nałęcz (ur. 2 marca 1739 w Wojnowicach, zm. 25 listopada 1824) – generał wojska polskiego, marszałek nadworny koronny, członek Komisji Policji Obojga Narodów w 1792 roku, konsyliarz Rady Nieustającej w 1780 roku, poseł na  sejm grodzieński (1793), uczestnik konfederacji targowickiej, agent Imperium Rosyjskiego, starosta czerwonogrodzki, starosta zelgniewski w 1771 roku, starosta czarneński w 1764 roku.

## Życiorys
Syn Wiktora (1698-1764) i Magdaleny Działyńskiej (1719-1743), siostry Augustyna. Absolwent Akademii Lubrańskiego.
Karierę polityczną rozpoczął podczas elekcji Stanisława Augusta Poniatowskiego jako stronnik przyszłego monarchy. Został wówczas marszałkiem konfederacji województw wielkopolskich w konfederacji Czartoryskich i posłem na sejm konwokacyjny 1764 z województwa poznańskiego. Jako poseł  województwa poznańskiego na sejm elekcyjny był elektorem Stanisława Augusta Poniatowskiego w 1764 roku z województwa poznańskiego. Był posłem na sejm koronacyjny 1764 roku z województwa poznańskiego. Jednocześnie rozwijała się jego kariera wojskowa. Od stopnia rotmistrza awansował na generała wojsk koronnych w 1768 roku. W tym także roku nabył Czerwonogród, w którym został starostą oraz Rogalin, gdzie w pałacu zgromadził bibliotekę, która dała początek Bibliotece Raczyńskich. Członek konfederacji Adama Ponińskiego w 1773 roku. W załączniku do depeszy z 2 października 1767 roku do prezydenta Kolegium Spraw Zagranicznych Imperium Rosyjskiego Nikity Panina, poseł rosyjski Nikołaj Repnin określił go jako posła właściwego dla realizacji rosyjskich planów na sejmie 1767 roku. Był posłem województwa poznańskiego i kaliskiego na sejm 1767 roku. Był posłem na Sejm Rozbiorowy (1773–1775) z województwa poznańskiego, wszedł w skład delegacji wyłonionej pod naciskiem dyplomatów trzech państw rozbiorczych, mającej przeprowadzić rozbiór. 18 września 1773 roku podpisał traktaty cesji przez Rzeczpospolitą Obojga Narodów ziem zagarniętych przez Rosję, Prusy i Austrię w I rozbiorze Polski. Członek konfederacji Andrzeja Mokronowskiego i w  1776 roku.
Był stronnikiem Rosji. W 1776 roku potwierdził odbiór od Rosjan 750 czerwonych złotych, co stanowiło połowę rocznej pensji 1500 czerwonych złotych wypłacanych mu z kasy ambasady rosyjskiej do końca misji ambasadora rosyjskiego Ottona Magnusa von Stackelberga. Poseł na Sejm 1776 roku z województwa poznańskiego. Konsyliarz Departamentu Policji Rady Nieustającej w 1788 roku.
Był członkiem konfederacji Sejmu Czteroletniego. Sprzeciwiał się reformom Sejmu Czteroletniego. Figurował na liście posłów i senatorów posła rosyjskiego Jakowa Bułhakowa w 1792 roku, która zawierała zestawienie osób, na które Rosjanie mogą liczyć przy rekonfederacji i obaleniu dzieła 3 maja.
Pisarz wielki koronny w latach 1768-1776, następnie starosta generalny Wielkopolski 1778-1793, marszałek nadworny koronny 1783-1793. W latach 1780–1784 i 1786-1788 członek Rady Nieustającej, marszałek tej Rady 1782-1784. Członek Departamentu Interesów Cudzoziemskich Rady Nieustającej w 1783 roku. W latach 1786–1788 kierownik departamentu Policji.
Był konsyliarzem konfederacji generalnej koronnej w  konfederacji targowickiej, posłem na sejmie grodzieńskim 1793. Nad ranem 17 kwietnia 1794, w dniu wybuchu insurekcji warszawskiej, opuścił miasto. Po rozbiorach zaprzestał działalności publicznej.
W latach 1797–1804 przewodniczący Komisji Bankowej, powołanej do likwidacji bankowości polskiej.
Otrzymał tytuł hrabiowski 6 lipca 1798 w Belinie.
Był wykształconym miłośnikiem architektury. Jako przewodniczący Komisji Dobrego Porządku w Poznaniu przyczynił się do rozwoju miasta. W Poznaniu odbudował Zamek Królewski w 1783, wzniósł odwach, Bramę Wroniecką. W 1787 został właścicielem Pałacu w Warszawie.
Przez Stanisława Augusta Poniatowskiego odznaczony Orderem św. Stanisława w 1765 oraz Orderem Orła Białego w 1774, a przez władców Prus i Rosji Orderem Orła Czarnego i Orderem św. Aleksandra Newskiego.
Opracował zbiór dokumentów Wielkopolski, który został wydany przez jego wnuka Edwarda w 1840. Był to Kodeks dyplomatyczny wielkiej Polski.
Przez całe swoje życie wyznawał zasadę lojalności wobec każdorazowego rządu, stając się prekursorem i teoretykiem późniejszego trójlojalizmu.
Przez małżeństwo swojej córki Michaliny z Filipem Raczyńskim został dziadkiem Atanazego i Edwarda.